# Rychlobruslení na Zimních olympijských hrách 2006 – stíhací závod družstev muži
Stíhací závod družstev mužů na Zimních olympijských hrách 2006 se konal v hale Oval Lingotto v Turíně ve dnech 15. a 16. února 2006. Čeští závodníci se jej nezúčastnili.

## Výsledky

### Rozjížďky
Pořadí v rozjížďkách určilo dvojice týmů pro čtvrtfinálové jízdy: 1.–8., 2.–7., 3.–6. a 4.–5.
| Pořadí | Země                   | Jméno                                                 | Čas          |
| ------ | ---------------------- | ----------------------------------------------------- | ------------ |
| 1.     | Kanada                 | Arne Dankers Steven Elm Denny Morrison                | 3:47,37 (OR) |
| 2.     | Itálie                 | Stefano Donagrandi Enrico Fabris Ippolito Sanfratello | 3:47,79      |
| 3.     | Nizozemsko             | Rintje Ritsma Mark Tuitert Carl Verheijen             | 3:48,02      |
| 4.     | Norsko                 | Eskil Ervik Øystein Grødum Lasse Sætre                | 3:49,55      |
| 5.     | Německo                | Stefan Heythausen Robert Lehmann Tobias Schneider     | 3:49,59      |
| 6.     | Rusko                  | Arťom Dětišev Alexandr Kibalko Ivan Skobrev           | 3:49,75      |
| 7.     | Spojené státy americké | Charles Leveille Clay Mull Derek Parra                | 3:51,32      |
| 8.     | Japonsko               | Kesato Mijazaki Teruhiro Sugimori Takahiro Ušijama    | 4:03,83      |

### Čtvrtfinále
Vítězné týmy z každé jízdy postoupily do dvou semifinálových jízd, ostatní družstva postoupila do finálových jízd o páté až osmé místo.
| Pořadí        | Země                   | Jméno                                              | Čas          | Ztráta | Postup       |
| ------------- | ---------------------- | -------------------------------------------------- | ------------ | ------ | ------------ |
| Čtvrtfinále 1 |                        |                                                    |              |        |              |
| 1.            | Nizozemsko             | Sven Kramer Carl Verheijen Erben Wennemars         | 3:44,65      | 0,00   | Semifinále 1 |
| 2.            | Rusko                  | Jevgenij Lalenkov Dmitrij Šepel Ivan Skobrev       | 3:47,49      | +2,84  | Finále C     |
| Čtvrtfinále 2 |                        |                                                    |              |        |              |
| 1.            | Itálie                 | Matteo Anesi Enrico Fabris Ippolito Sanfratello    | 3:43,64 (OR) | 0,00   | Semifinále 1 |
| 2.            | Spojené státy americké | KC Boutiette Chad Hedrick Charles Leveille         | 3:44,11      | +0,47  | Finále C     |
| Čtvrtfinále 3 |                        |                                                    |              |        |              |
| 1.            | Norsko                 | Håvard Bøkko Eskil Ervik Mikael Flygind Larsen     | 3:47,81      | 0,00   | Semifinále 2 |
| 2.            | Německo                | Jörg Dallmann Stefan Heythausen Tobias Schneider   | 3:49,68      | +1,87  | Finále D     |
| Čtvrtfinále 4 |                        |                                                    |              |        |              |
| 1.            | Kanada                 | Denny Morrison Jason Parker Justin Warsylewicz     | 3:52,01      | 0,00   | Semifinále 2 |
| 2.            | Japonsko               | Kesato Mijazaki Teruhiro Sugimori Takahiro Ušijama | 3:53,88      | +1,87  | Finále D     |

### Semifinále
Vítězné týmy obou jízd postoupily do finále o zlatou medaili, poražená družstva postoupila do finále o bronz.
| Pořadí       | Země       | Jméno                                           | Čas                    | Ztráta | Postup   |
| ------------ | ---------- | ----------------------------------------------- | ---------------------- | ------ | -------- |
| Semifinále 1 |            |                                                 |                        |        |          |
| 1.           | Itálie     | Matteo Anesi Enrico Fabris Ippolito Sanfratello | dostihl tým Nizozemska | —      | Finále A |
| 2.           | Nizozemsko | Sven Kramer Carl Verheijen Erben Wennemars      | dostižen týmem Itálie  | —      | Finále B |
| Semifinále 2 |            |                                                 |                        |        |          |
| 1.           | Kanada     | Arne Dankers Denny Morrison Justin Warsylewicz  | 3:44,91                | 0,00   | Finále A |
| 2.           | Norsko     | Håvard Bøkko Eskil Ervik Øystein Grødum         | 3:47,81                | +2,90  | Finále B |

### Finále
| Pořadí           | Země                   | Jméno                                              | Čas     | Ztráta |
| ---------------- | ---------------------- | -------------------------------------------------- | ------- | ------ |
| Finále A         |                        |                                                    |         |        |
| Zlatá medaile    | Itálie                 | Matteo Anesi Enrico Fabris Ippolito Sanfratello    | 3:44,46 | 0,00   |
| Stříbrná medaile | Kanada                 | Arne Dankers Steven Elm Justin Warsylewicz         | 3:47,28 | +2,82  |
| Finále B         |                        |                                                    |         |        |
| Bronzová medaile | Nizozemsko             | Sven Kramer Mark Tuitert Carl Verheijen            | 3:44,53 | 0,00   |
| 4.               | Norsko                 | Håvard Bøkko Eskil Ervik Mikael Flygind Larsen     | 3:45,96 | +1,43  |
| Finále C         |                        |                                                    |         |        |
| 5.               | Rusko                  | Alexandr Kibalko Dmitrij Šepel Ivan Skobrev        | 3:46,91 | 0,00   |
| 6.               | Spojené státy americké | KC Boutiette Charles Leveille Clay Mull            | 3:49,73 | +2,82  |
| Finále D         |                        |                                                    |         |        |
| 7.               | Německo                | Stefan Heythausen Robert Lehmann Tobias Schneider  | 3:48,28 | 0,00   |
| 8.               | Japonsko               | Kesato Mijazaki Teruhiro Sugimori Takahiro Ušijama | 3:50,37 | +2,09  |